# کامی بیو
کامی بیو (فرانسوی: Camille Biot‎؛ ‏ ‎/ˈbiːoʊ, ˈbjoʊ/‎‏ فرانسوی: [bjo] ‏ ۱۹ دسامبر ۱۸۵۰ – ۱ ژانویهٔ ۱۹۱۸) پزشک اهل فرانسه بود. امروزه نام او به‌خاطر تنفس بیوت ماندگار است.
او در شاتنوا-لو-رویال واقع در سون-ا-لوآر در سال ۱۸۵۰ به دنیا آمد. کامی بیو در حین کار به عنوان کارآموز در بیمارستان اوتل-دیو در لیون، مشاهداتی در مورد الگوهای تنفسی بیماران انجام داد و آنها را در سال ۱۸۷۶ منتشر کرد. وی پس از سال ۱۸۷۵ در ماکن به طبابت پرداخت.